# Organizzazioni armate di estrema destra in Italia
Questo elenco delle principali organizzazioni armate di estrema destra in Italia include organizzazioni attive nel paese in diversi periodi storici, di diverse entità e con scopi diversi, ma accomunate dall'uso, da parte di singoli esponenti o aderenti, delle armi a scopo eversivo e dall'orientamento politico di estrema destra, sia reazionaria che rivoluzionaria. 
La maggior parte di queste organizzazioni si svilupparono, dopo la seconda guerra mondiale, nei cosiddetti anni di piombo, tra la fine degli anni sessanta e la metà del anni settanta del XX secolo. Per ciascuna organizzazione vengono specificati sia il nome che la sigla più frequentemente usata per riferirsi a essa. Per un analogo elenco di organizzazioni ispirate a ideologie di sinistra, vedi le organizzazioni armate di sinistra in Italia.
| Nome esteso                               | Sigla | Periodo                     | Luogo           | Ispirazione                                                                                    | Principali azioni |
| ----------------------------------------- | ----- | --------------------------- | --------------- | ---------------------------------------------------------------------------------------------- | --- |
| Associazione Protezione Italiani          | API   | 1961-1988                   | Italia, Austria | Nazionalismo italiano, Repubblicismo Italiano Socialismo Italiano Repubblicanesimo Italiano    | Attentati in Alto Adige |
| Avanguardia Nazionale                     | AN    | 1960 - 1976 (ufficialmente) | Italia          | neofascismo, anticomunismo, G.A.R.                                                             | Strage di Gioia Tauro (coinvolgimento), omicidi contro militanti comunisti, strage di Peteano, coinvolgimento nella strategia della tensione, sostegno ai golpe                                                                                   |
| Bergisel Bund                             | BB    | 1939-1971                   | Alto Adige      | Austrofascismo, Fronte Patriottico, separatismo dall'Italia                                    | Attentati contro gli italiani dell'Alto Adige |
| Comitato per la liberazione del Sudtirolo | BAS   | 1956-1969                   | Alto Adige      | Nazismo, Austrofascismo, Antitalianismo                                                        | Attentati e omicidi contro gli italiani dell'Alto Adige |
| Disoccupati Italiani Nazionalisti         | DIN   | 1991                        | Italia          | Nazionalismo, Razzismo, Xenofobia                                                              | Omicidio di Auro Bruni |
| Ein Tirol                                 | KET   | 1978-1991                   | Alto Adige      | Neonazismo, separatismo dall'Italia, Antitalianismo                                            | Attentati contro gli italiani dell'Alto Adige |
| Falange Armata                            | FA    | 1990-1994                   | Italia          | estrema destra, mafia di Cosa nostra                                                           | Omicidi, depistaggi e attentati |
| Fasci di azione rivoluzionaria            | FAR   | 1946-1950                   | Italia          | Nazionalismo italiano, Reduci della RSI, pensiero di Julius Evola                              | assalto alla stazione radio di Monte Mario |
| Fronte Nazionale                          | FN    | 1967-1971                   | Italia          | Nazionalismo italiano, Neofascismo, Organizzazione Gladio, Junio Valerio Borghese              | attentati contro i tedeschi dell'Alto Adige, Golpe Borghese |
| Fronte Nazionale Rivoluzionario           | FNR   | 1972 - 1975                 | Toscana         | Nazionalismo italiano, Organizzazione Gladio                                                   | strategia della tensione |
| Gruppo Stieler                            | GS    | 1956-1957                   | Alto Adige      | Austrofascismo Nazismo, separatismo dall'Italia                                                | Attentati dinamitardi contro gli italiani in Alto Adige |
| Movimento di Azione Rivoluzionaria        | MAR   | 1962 - 1974                 | Lombardia       | Nazionalismo, Organizzazione Gladio                                                            | Incendio alla Pirelli-Bicocca (14 gennaio 1971) |
| Movimento italiano Adige                  | MiA   | 1978-1988                   | Alto Adige      | nazionalismo italiano, neofascismo, Organizzazione Gladio                                      | Attentanti contro monumenti simbolo dei tedeschi dell'Alto Adige |
| Movimento politico Ordine Nuovo           | MPON  | 1965 - 1973                 | Italia          | neofascismo, Centro Studi Ordine Nuovo, neonazismo, nazimaoismo                                | strage di piazza Fontana e accusa della strage di piazza della Loggia (procedimento in corso); omicidi (es. quello del giudice Vittorio Occorsio), strage di Peteano, varie bombe su treni                                                        |
| Movimento Rivoluzionario Popolare         | MRP   | 1979-1980                   | Italia          | Nazionalismo, Socialismo nazionale, Comunitarismo                                              | attentati dinamitardi a sedi governative socialiste e democristiane, al PCI ed alle istituzioni militari |
| Nuclei Armati Rivoluzionari               | NAR   | 1977 - 1981                 | Italia          | Nazionalismo italiano, Gerarchia Fascista, Socialismo nazionale, spontaneismo armato di destra | 33 omicidi, tra magistrati (Mario Amato), forze dell'ordine, cittadini, ex membri del gruppo (Francesco Mangiameli) e militanti di sinistra; strage di Bologna (85 morti); coinvolgimenti con la Banda della Magliana e altra criminalità comune. |
| Ordine Nero                               | ON    | anni settanta               | Italia          | Neofascismo, Ordine Nuovo, Gerarchia Fascista, Socialismo nazionale                            | attentati a linee ferroviarie, strage dell'Italicus |
| Squadre d'Azione Mussolini                | SAM   | 1969-1974                   | Italia          | Fascismo, Anticomunismo                                                                        | Aggressioni fisiche e attentati dinamitardi contro sedi comuniste in Italia |
| Terza Posizione                           | TP    | 1979 - 1980                 | Italia          | Gerarchia Fascista, terzomondismo, Socialismo nazionale, Peronismo                             | aggressioni violente ai danni di comunisti e delle Forze armate italiane |
| Rosa dei Venti                            | RDV   | 1972 - 1974                 | Italia          | Junio Valerio Borghese, anticomunismo, militarismo                                             | Golpe Borghese |
| Unione Forze Identitarie                  | UFI   | 2012-2021                   | Italia          | Integralismo cattolico, Nazionalsocialismo, Neofascismo                                        | Propaganda web, preparazione atti terroristici |